# ابن الوزير (بلنسية)
ابن الوزير هي بلدية في منطقة بلنسية ، إسبانيا. تقع بلدية ابن الوزير على الجانب الأيسر من نهر الوادي الأبيض وعلى بعد 25 كم من بلنسية . يعتمد الاقتصاد التقليدي على زراعة البصل والبرتقال. لكن الصناعات مثل المنسوجات ومواد البناء تزداد أهمية.

## التاريخ
بُنِيَت ابن الوزير من قبل عائلة عربية مهمة تسمى الوزير ، على أنقاض فِلَّة رومية.